# Pycnoharknessia pakistanica
Pycnoharknessia pakistanica är en svampart som beskrevs av Matsush. 1996. Pycnoharknessia pakistanica ingår i släktet Pycnoharknessia, divisionen sporsäcksvampar och riket svampar.   Inga underarter finns listade i Catalogue of Life.